# Benzylacetaat
Benzylacetaat is een ester met een naar jasmijn ruikende, geur.

## Voorkomen
Benzylacetaat komt van nature voor in diverse bloemen en fruitsoorten. Extracten met een relatief hoog gehalte benzylalcetaat zijn de absolues van jasmijn, hyacint en tuberoos, en ylang ylang olie.

## Synthese
Er zijn twee belangrijke synthesemethoden. De meest gebruikte is de reactie van benzylchloride met natriumacetaat in aanwezigheid van een katalysator. De andere methode is de directe Fischer-verestering van benzylalcohol met azijnzuur, onder invloed van een sterk zuur (typisch zwavelzuur) als katalysator.

## Toepassingen
Benzylacetaat behoort tot de belangrijkste geurstoffen die in parfums en cosmetica worden gebruikt. In kleinere hoeveelheden wordt het ook als smaakstof gebruikt. Voor deze doeleinden is alleen het chloorvrije benzylacetaat geschikt dat niet uit benzylchloride is gemaakt.
Daarnaast wordt het wel als oplosmiddel gebruikt. Het is vrij goedkoop commercieel verkrijgbaar.